# Copa de la CERS
La Copa World Skate Europe, también conocida como Copa WS Europe, y denominada hasta 2018 Copa de la CERS (CERS significa Confederación Europea de Roller Skating) iniciada en el año 1981, era la tercera competición europea en importancia hasta la remodelación de las competiciones en el año 1997, cuando se fusionan la Copa de Europa y la Recopa, la Copa de la CERS pasa a ser la segunda competición europea en importancia. Está organizada por la CERH (Comité Européen de Rink-Hockey), el máximo organismo del hockey patines europeo, con sede central en Lisboa (Portugal).
Desde su inicio hasta la temporada 2006-2007 el formato de la final era a doble partido entre los dos finalistas y a partir de la siguiente temporada (2007-2008) se juega bajo el formato de final-four en una sede neutral elegida por el Comité Europeo de Hockey sobre Patines.

## Campeones
| Temporada | Campeón                                          | Resultado                                        | Finalista                                        |
| --------- | ------------------------------------------------ | ------------------------------------------------ | ------------------------------------------------ |
| 2024/25   | Igualada Rigat HC                                | 2-0                                              | Sporting Clube de Tomar                          |
| 2023/24   | Igualada Rigat HC                                | 4-2                                              | Follonica Hockey                                 |
| 2022/23   | CP Voltregà                                      | 5-4                                              | HC Braga                                         |
| 2021/22   | Club Patí Calafell                               | 6-5                                              | Follonica Hockey                                 |
| 2020/21   | C.E. Lleida Llista Blava                         | 5-3                                              | Hockey Sarzana                                   |
| 2019/20   | Edición suspendida debido a la Pandemia COVID-19 | Edición suspendida debido a la Pandemia COVID-19 | Edición suspendida debido a la Pandemia COVID-19 |
| 2018/19   | C.E. Lleida Llista Blava                         | 6-3                                              | Hockey Sarzana                                   |
| 2017/18   | C.E. Lleida Llista Blava                         | 2–2 (1-0 pen.)                                   | OC Barcelos                                      |
| 2016/17   | OC Barcelos                                      | 4–2                                              | CGC Viareggio                                    |
| 2015/16   | OC Barcelos                                      | 6–3                                              | CP Vilafranca                                    |
| 2014/15   | Sporting CP                                      | 2–2 (2–1 g.p.)                                   | Reus Deportiu                                    |
| 2013/14   | CE Noia                                          | 4-3                                              | Hockey Breganze                                  |
| 2012/13   | CE Vendrell                                      | 3-2                                              | CP Vic                                           |
| 2011/12   | Hockey Bassano                                   | 5-3                                              | HC Braga                                         |
| 2010/11   | SL Benfica                                       | 6-4                                              | CP Vilanova                                      |
| 2009/10   | HC Liceo                                         | 7-2                                              | Blanes HCF                                       |
| 2008/09   | CH Mataró                                        | 2-1                                              | CH Lloret                                        |
| 2007/08   | CP Tenerife                                      | 4-4 (2-1 pen.)                                   | Hockey Valdagno                                  |
| 2006/07   | CP Vilanova                                      | 1–1, 4–2                                         | Candelária                                       |
| 2005/06   | FC Barcelona                                     | 3–1, 2–0                                         | CP Vilanova                                      |
| 2004/05   | Follonica Hockey                                 | 4–0, 4–4                                         | Hockey Bassano                                   |
| 2003/04   | Reus Deportiu                                    | 4–0, 0–1                                         | Hockey Bassano                                   |
| 2002/03   | Reus Deportiu                                    | 2–3, 5–0                                         | C.E. Lleida Llista Blava                         |
| 2001/02   | CP Voltregà                                      | 3–5, 5–2                                         | FC Porto                                         |
| 2000/01   | CP Vic                                           | 4–4, 5–3                                         | CE Noia                                          |
| 1999/00   | CD Paço de Arcos                                 | 8–2, 3–2                                         | CP Voltregà                                      |
| 1998/99   | HC Liceo                                         | 4–7, 5–0                                         | OC Barcelos                                      |
| 1997/98   | CE Noia                                          | 5–2, 2–4                                         | CD Paço de Arcos                                 |
| 1996/97   | UD Oliveirense                                   | 3–2, 5–3                                         | ACR Gulpilhares                                  |
| 1995/96   | FC Porto                                         | 3–0, 7–1                                         | CP Tordera                                       |
| 1994/95   | OC Barcelos                                      | 4–6, 6–0                                         | CP Tordera                                       |
| 1993/94   | FC Porto                                         | 2–5, 7–1                                         | CP Vic                                           |
| 1992/93   | Hockey Novara                                    | 8–2, 6–3                                         | A.S.D. Hockey Thiene                             |
| 1991/92   | Hockey Novara                                    | 2–4, 4–1                                         | Igualada HC                                      |
| 1990/91   | SL Benfica                                       | 4–6, 10–3                                        | Reus Deportiu                                    |
| 1989/90   | HC Seregno                                       | 3–3, 7–6                                         | FC Barcelona                                     |
| 1988/89   | HC Monza                                         | 13–4, 4–5                                        | Igualada HC                                      |
| 1987/88   | Amatori Vercelli                                 | 3–4, 4–1                                         | CD Paço de Arcos                                 |
| 1986/87   | Amatori Lodi                                     | 5–7, 6–3                                         | CE Noia                                          |
| 1985/86   | CP Tordera                                       | 6–6, 11–4                                        | Hockey Bassano                                   |
| 1984/85   | Hockey Novara                                    | 4–4, 7–4                                         | CH Cerdanyola                                    |
| 1983/84   | Sporting CP                                      | 1–4, 11–3                                        | Hockey Novara                                    |
| 1982/83   | Amatori Vercelli                                 | 6–4, 7–2                                         | AFP Giovinazzo                                   |
| 1981/82   | HC Liceo                                         | 12–4, 8–6                                        | HC Monza                                         |
| 1980/81   | GD Sesimbra                                      | 4-1, 2-0                                         | RC Lichstadt                                     |

## Palmarés
| Equipo                   | Campeonatos ganados  |
| ------------------------ | -------------------- |
| OC Barcelos              | 3 (1995, 2016, 2017) |
| HC Liceo                 | 3 (1982, 1999, 2010) |
| Hockey Novara            | 3 (1985, 1992, 1993) |
| C.E. Lleida Llista Blava | 3 (2018, 2019, 2021) |
| Sporting CP              | 2 (1984, 2015)       |
| CE Noia                  | 2 (1998, 2014)       |
| SL Benfica               | 2 (1991, 2011)       |
| Reus Deportiu            | 2 (2003, 2004)       |
| FC Porto                 | 2 (1994, 1996)       |
| HC Amatori Vercelli      | 2 (1983, 1988)       |
| CP Voltregà              | 2 (2002, 2023)       |
| Igualada Rigat HC        | 2 (2024, 2025)       |
| Club Patí Calafell       | 1 (2022)             |
| CE Vendrell              | 1 (2013)             |
| Hockey Bassano           | 1 (2012)             |
| CH Mataró                | 1 (2009)             |
| CP Tenerife              | 1 (2008)             |
| CP Vilanova              | 1 (2007)             |
| FC Barcelona             | 1 (2006)             |
| Follonica Hockey         | 1 (2005)             |
| CP Vic                   | 1 (2001)             |
| CD Paço de Arcos         | 1 (2000)             |
| UD Oliveirense           | 1 (1997)             |
| HC Seregno               | 1 (1990)             |
| HC Monza                 | 1 (1989)             |
| Amatori Lodi             | 1 (1987)             |
| CP Tordera               | 1 (1986)             |
| GD Sesimbra              | 1 (1981)             |
| Total                    | 44                   |